# Okręg Quimper
Okręg Quimper (fr. Arrondissement de Quimper) – okręg w północno-zachodniej Francji. Populacja wynosi 312 tysięcy.

## Podział administracyjny
W skład okręgu wchodzą następujące kantony:
- Arzano,
- Bannalec,
- Briec,
- Concarneau,
- Douarnenez,
- Fouesnant,
- Guilvinec,
- Plogastel-Saint-Germain,
- Pont-Aven,
- Pont-Croix,
- Pont-l'Abbé,
- Quimper-1,
- Quimper-2,
- Quimper-3,
- Quimperlé,
- Rosporden,
- Scaër.